# Jet-Story
Jet-Story —  компьютерная игра, разработанная компанией Cybexlab Software в 1988 году и изданная в Ultrasoft. Игра является продолжением игры Planet of Shades.

## Игровой процесс
Игрок управляет космическим кораблем в огромном лабиринте. Его задача — уничтожить 47 вражеских баз, разбросанных по игровому миру, разделённого на 128 зон. Лабиринт заполнен врагами, которых можно уничтожать из корабельных оружий, однако количество боеприпасов ограничено. Боеприпасы, топливо и здоровье можно пополнять за счет коробок, разбросанных по всему миру. На траекторию движения корабля влияет гравитация.

## Разработка
Игра была разработана в 1988 году. Основной автор — Мирослав Фидлер, которому помогали Франтишек Фука и Томаш Рылек. Фука создал заставку и сочинил музыку. В 1992 году права на игру были куплены Ultrasoft, которая впоследствии переиздала игру.

## Критика
В рецензии журнала Bit Magazine Jet-Story была оценена в 84 %. Рецензент высоко оценил геймплей и музыку игры.